# Флорбол

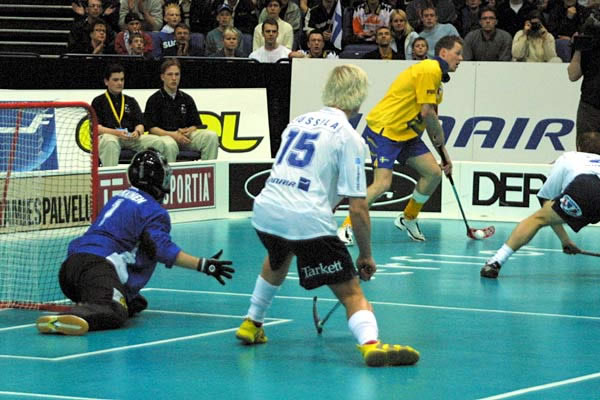
Флорбольний матч

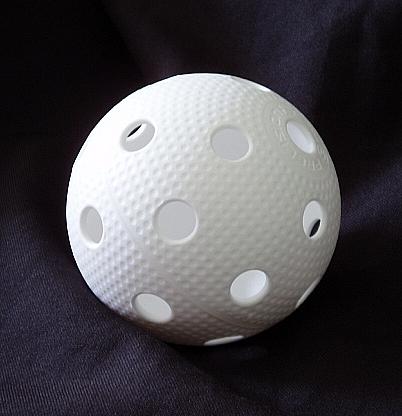
Флорбольний м'яч

Флорбол — командний вид спорту. Один з різновидів хокею, грається пластиковим м'ячем, удари по якому завдають ключкою. Ціль гри: забити м'яч у ворота суперника.

## Опис
На полі в кожній команді присутні 5 польових гравців і один воротар. Контролювати м'яч дозволяється лише ключкою, яка є у всіх польових гравців. Ногою дозволяється зупиняти м'яч, але не завдавати ударів по воротах. Ця гра схожа на хокей з м'ячем і на хокей без льодового майданчика, проте в правилах цих ігор є суттєві відмінності. В ході гри дозволяється необмежена кількість замін, які можна проводити, не зупиняючи гру. Тривалість гри — 3 періоди по 20 хв. Перерва між періодами триває 10 хвилин. Третій період грається тільки у випадку якщо за перші 2 періоди в команд рівний рахунок.
Якщо гравець порушив правила, протилежна команда отримує право на штрафний удар. Гравців можуть карати дво- або п'ятихвилинними вилученнями. За неспортивну поведінку гравець може бути вилучений на 10 хв. Найважчим покаранням є вилучення до завершення матчу.
Гра проходить на майданчику розміром 40 на 20 метрів, закритої бортиками, кути заокруглені. Існує другий варіант проведення гри: на майданчику розміром 24 на 14 метрів, в такому випадку команда складається з трьох польових гравців і одного воротаря. Розмір воріт: 1.60 на 1.15 метрів. Ключки зазвичай робляться із пластику, їхня довжина не може бути довшою ніж 105 сантиметрів і вагою не більше 350 грамів. М'яч зроблений із пластмаси, його діаметр становить 72 мм, максимальна маса — 23 грами. У м'ячі є 25 отворів.

## Історична довідка
Флорбол народився у Швеції в 70-их роках минулого століття і швидко здобув популярність в Європі, насамперед у самій Швеції, а також у Фінляндії і Швейцарії. У 1986 році цими країнами була заснована Міжнародна федерація флорболу (МФФ). На сьогоднішній день МФФ об'єднує флорбольні федерації 49 країн, що значно укріпило позиції флорболу у всьому світі, у тому числі в США, Канаді, Японії, Індії, Сінгапурі і Австралії. Найбільш розвинута структура цього виду спорту у Швеції. У флорбол грають усі види населення. Є команди бізнесменів, викладачів, школярів, пожежників, міліціонерів. В країні діють понад 1000 флорбольних клубів, і вони регулярно проводять офіційні змагання.
Перший чемпіонат світу з флорболу серед чоловіків відбувся у 1996 році. Сьогодні на кожному континенті земної кулі існує хоча б одна флорбольна асоціація, у тому числі в Африці, де перша національна федерація з флорболу була створена у Сьєрра-Леоне. У лютому 2008 року флорбол отримав визнання Міжнародного олімпійського комітету (МОК). Можливо вже у 2020 році флорбол увійде в програму літніх Олімпійських ігор.
У 1981 році з'являється перша національна асоціація — Шведська федерація флорболу. Несподівано другий національною асоціацією в 1983 році стає Японська асоціація флорболу. Символом японського флорболу став Таканобу Йосин. У 1985 році національні федерації були засновані в Швейцарії та Фінляндії, а в 1986 році разом зі шведами вони заснували Міжнародну федерацію флорболу IFF. Ця подія відбулася в шведському місті Гускварна.
Дешевизна екіпіровки, необхідної для флорболу, дала новому виду спорту додатковий імпульс зростання популярності в 1990-і роки, коли економічна рецесія змусила багато дитячі спортивні клуби шукати недорогі варіанти масового захоплення дітей [22].
У 1991 році до IFF приєдналися Данія і Норвегія. У 1992 році в Цюриху IFF проводить свій перший конгрес, на якому президентом федерації обирають Пекку Мукала, який замінив на цій посаді Андраша Цітрома.
У 1993 році під егідою IFF організовується перший клубний міжнародний турнір — Європейський кубок, матчі якого пройшли в Гельсінкі у жінок і в Стокгольмі у чоловіків.
У 1994 році був розіграний перший міжнародний турнір серед збірних під егідою IFF. Ним став Чемпіонат Європи серед чоловіків. У змаганнях, що проходили в Фінляндії, крім господарів взяли участь ще 7 команд: Чехія, Данія, Угорщина, Норвегія, Росія, Швеція і Швейцарія. У фіналі шведи виявилися сильнішими сусідів з Фінляндії 4: 1, ставши таким чином першими в історії чемпіонами Європи.
Флорбол в цей час продовжує поширюватися по всьому світу. До IFF приєднуються Японія і США.
У 1995 році був організований перший Чемпіонат Європи серед жінок, а також другий серед чоловіків. Обидва турніри пройшли в Швейцарії. Щоб дозволити взяти в них участь збірної Японії, чемпіонатів було надано відкритий статус.
У 1996 році в Швеції пройшов перший в історії Чемпіонат світу серед чоловіків. Фінал цих змагань привернув на стадіон 15 106 уболівальників. Переможцями очікувано стали господарі. У 1996 році до Міжнародної федерації флорболу приєдналася перша країна з Океанії — Австралія. Офіс IFF був перенесений до Швеції і в ньому з'явився перший співробітник — Штефан Кратц.
У 1997 році був зіграний перший Чемпіонат світу серед жінок. Турнір пройшов у фінському місті Оланд. Перемогу здобули дівчата з Швеції, які обіграли у фіналі господарок 4: 2.
Оскільки число членів IFF зросла, що пройшов в 1998 році другий Чемпіонат світу серед чоловіків був розділений на два дивізіони — A і B.
У 1999 році членом IFF вперше став представник Південної Америки — Бразилія. На жіночому Чемпіонаті світу перемогу вперше в своїй історії здобули фінки. Як і у чоловіків, турнір був розділений на два дивізіони [24].
До кінця 1990-х швидко набирав в світі популярність флорбол став досить відомим, щоб претендувати на професійне визнання. У 2000 році IFF отримала тимчасове членство в GAISF (General Association of International Sports Federation).
У 2001 році вперше були організовані міжнародні турніри для юних флорболістів. Юнацький чемпіонат світу (для юнаків до 19 років) був проведений в Німеччині. У 2002 році в Швеції відбувся перший Університетський чемпіонат світу з флорболу.
У 2003 році IFF подала в Міжнародний олімпійський комітет (МОК) заявку на визнання. Ця заявка, однак, так і не була розглянута, оскільки МОК змінила правила їх розгляду. В цьому ж році IFF підписала антидопінговий кодекс ВАДА. 20 травня 2004 року IFF стала повним членом GAISF, змінила назву на СпортАккорд.
У 2004 році також був зіграний перший Чемпіонат світу серед дівчат (до 19 років), що пройшов у Фінляндії. Крім того, в Чемпіонаті світу серед чоловіків додався дивізіон C.
У 2005 році вперше Чемпіонат світу серед жінок пройшов за межами Європи — в Сінгапурі. Його переможцем також вперше стали дівчата з Швейцарії. В цьому ж році офіс IFF був перенесений в Гельсінкі, а число його співробітників збільшилася з одного до трьох. Також в 2005 році з метою прискорення розвитку флорболу в Азії і Океанії IFF ініціювала створення Конфедерації флорболу Азії і Океанії (AOFC). Пізніше офіс AOFC розташувався в Сінгапурі.
У 2007 IFF ухвалило рішення змінити календар міжнародних змагань, щоб сприяти подальшому розвитку флорболу. До юнацького чемпіонати світу був потрібний кваліфікаційний турнір, а для Еврофлорбол-кубка (який змінив Європейський кубок) число кваліфікацій збільшилася з одного до трьох. Міжнародна федерація шкільного спорту в Чехії провела перший ISF Шкільний чемпіонат світу. У грудні IFF вдруге подала заявку в МОК на визнання.
11 грудня 2008 року МОК видав IFF тимчасове членство. Число співробітників офісу збільшилася до п'яти осіб. Членом IFF стала перша країна з Африки — Сьєрра-Леоне. У 2009 році IFF підписала оновлений антидопінговий кодекс ВАДА. Також були прийняті оновлені правила гри, які вступили в силу з початком сезону 2010/2011.
8 липня 2011 році IFF отримала офіційне повне членство в МОК. В цьому ж році IFF організувала новий клубний міжнародний турнір — Кубок Чемпіонів, розіграш якого відбувся в жовтні в Чехії. Відповідно була змінена схема розіграшу Еврофлорбол-кубка. Число членів IFF зросла до цього моменту до 54 [25].
27 травня 2013 року Міжнародна федерація флорболу стала членом Міжнародної асоціації всесвітніх ігор (англ.). Таким чином, флорбол отримав можливість бути представленим на Всесвітніх іграх — міжнародних змаганнях з видів спорту, що не входять до програми Олімпійських ігор [26].

## Національні асоціації
1981 — Швеція
1983 — Японія
1985 — Фінляндія і Швейцарія
1986 — створена Міжнародна федерація флорболу (МФФ)
1989 — Данія і Угорщина
1991 — Норвегія
1992 — Росія, Чехія, Німеччина
1993 — США, Естонія, Латвія
1995 — Польща, Бельгія, Сінгапур, Велика Британія
1996 — Австрія і Австралія
1999 — Нідерланди, Бразилія, Словаччина
2001 — Іспанія, Італія, Словенія, Канада, Нова Зеландія
2002 — Малайзія, Індія, Грузія
2003 — Франція
2004 — Пакистан
2005 — Республіка Корея, Україна, Ліхтенштейн, Ісландія
2006 — Вірменія
2007 — Молдова, Ірландія
2009 — Білорусь
2010 — Литва

## Флорбол в Україні
В Україні національна асоціація з флорболу була створена в 2005 році.

### Вища ліга (чоловіки)

#### Команди (станом на Жовтень 2018)
1. «New Life» (Луцьк)
2. «Скала» (Мелітополь)
3. «FLC LEMBERG» (Львів)
4. «КФК» (Київ)
5. «Янтар» (Новояворівськ)
6. «Надія» (Здолбунів)
7. «„Шторм“ (Тернопіль)
8. ХФЛК „Вулкан“(Рівне)

#### Команди (Сезон2017-2018)
Дата: 1 вересня — 1 травня
1. Лемберг
2. КФК
3. New Life
4. Вулкан
5. Hope
6. Шторм
7. Скала
8. Надія

### Перша ліга

#### Команди (станом на жовтень 2018)
1. „Chosen“(Жденієво.).
2. „Скіф“ (Новий Розділ)
3. „Воїни“ (Івано-Франківськ)
4. „Лемберг-2“ (Львів)
5. „Sky“ (Рівне) # „Альфа“ (Ужгород).
6. ХФлК „Айсберг“ (Луцьк)
7. „Husky“ (Київ)
8. „Ворони“ (Суми)
9. ФЛК „Запоріжжя“ (Запоріжжя)
10. „Sky Knights“ (Дніпро)
11. Empire (Львів)
12. „ФЛК «Запоріжжя»“ (Запоріжжя)
13. „Biters“ (Полтава)
14. ФЛК «Вікінги» (Київ).
15. „Fearless“ (Рівне)

#### Команди (сезон 2017—2018)

##### Лівий Берег
1. Sky Knights», Дніпро
2. «Запоріжжя», Запоріжжя
3. "Ворони", Суми
4. "Biters", Полтава
5. "Викинги", Київ
6. "Husky", Київ
7. "Light", Бровари

##### Правый Берег
1. Chosen (Жденієво). # «Fearless» (Рівне)
2. «Лемберг-2» (Львів)
3. «Альфа» (Ужгород)
4. «Янтар» (Новояворівськ)
5. «Sky» (Рівне)
6. Empire (Львів)
7. ХФлК «Айсберг» (Луцьк)
8. «Скіф»
9. Chosen (Жденієво)

### Вища ліга (жінки)

#### Команди (станом на листопад 2016)
- «Скала-МДПУ»(Мелітополь)
- «Скіф» (Новий Розділ)
- СФК «Янтар» (Новояворівськ)
- ХФлК «Надія» (Коломия)
- «Fire» (Кривий Ріг)

### U17

#### Команди (станом на травень 2014)

##### Східна конференція
- Торнадо (Луганськ)
- Скала-3 (Мелітополь)
- Sharks RED (Донецьк)
- YMCA (Красний Луч)
- БХФК «Ворони» (Суми)
- Скала-2002 (Мелітополь)

### U14

#### Команди (станом на травень 2014)

##### Східна конференція
- Торнадо (Луганськ)
- Скала-3 (Мелітополь)
- Sharks RED (Донецьк)
- БХФК «Ворони» (Суми)
- «ХФлК Надія» (Коломия)

### Інші команди
- ФлК «Динаміт» www.facebook.com/Флорбольний-Клуб-Динаміт (Львів)
- «ФлК Freedom[недоступне посилання з липня 2019]» (Калуш)
- «Rema DC» (Дрогобич)
- «Лідер» (Донецьк)
- «YMCA» (Луцьк)
- «Temple Youth» (Суми)
- «Wild West» (Луцьк)
- «Арена» (Суми)
- «Гладіатори» (Львів)
- «Надія» (Коломия)
- «Sky Knights» (Дніпропетровськ)
- «Шторм» (Тернопіль)
- «Вулкан»(Рівне)
- «SKY»(Рівне)
- «HOPE» (Рівне)
- «Light» (Бровари)
- “William Team” (Рівне)

Існують такі регіональні федерації флорболу:
- Львівська обласна федерація флорболу посилання на сайт
- Федерація флорболу в Сумській області посилання на сайт
- Івано-Франківська обласна федерація флорболу посилання на сайт[недоступне посилання з липня 2019]
- Chosen (Жденієво)